# Dicranota commutata
Dicranota (Rhaphidolabis) commutata là một loài ruồi trong họ Pediciidae. Chúng phân bố ở vùng sinh thái Palearctic.